# Algosinho

Algosinho é considerada a aldeia histórica do Município de Mogadouro, localizada na freguesia de Peredo da Bemposta.

## História
A 14 km de Mogadouro encontramos a aldeia de Algosinho, situada na encosta de uma ribeira com o mesmo nome e dotada de uma ampla vista para leste, em direcção às arribas do Douro e ao vasto território espanhol. A principal referência histórica e monumental desta localidade é a notável igreja de traço românico, provavelmente construída no século XIII, mas que poderá assentar no local de um templo religioso bem mais antigo. As paredes em pedra com diversos sinais e incluindo mesmo elementos retirados de lápides funerárias romanas, o facto de a entrada ser a descer (algo insólito e muito raro numa igreja) e a permanência de rocha em bruto no solo do seu interior são dignos de registo e cuidada observação. É sem dúvida uma das igrejas mais antigas de Portugal e um dos mais belos exemplares do estilo românico no distrito de Bragança.
A sua antiguidade anda na lenda popular, tomada como termo de comparação, pois afirma-se: “é tão velho como a igreja de Algosinho, que ninguém sabe os anos que tem".
Para além da Igreja Paroquial, o chamado Castelo dos Mouros ou do Mau Vizinho representa um testemunho importante do passado histórico desta povoação. O castelo consiste, essencialmente, num pequeno recinto de 20m de diâmetro, rodeado por muros de mais de um metro de grossura e por uma faixa de 10m de largura com pedras de mais um metro de altura. Não foi encontrada no local, nenhuma referência cronológica, não se sabendo assim, exactamente, a data da sua utilização. De acordo com a pequena área que o recinto apresenta, pensa-se que terá servido apenas de refúgio para os moradores de um povoado também já extinto. Contíguos ao recinto do castelo ficaram enormes rochedos graníticos agrupados, tal como a “Pedra Baloiçante” de 1m,35 x 0m,74, que oscila quando impulsionada.
Em 1876, foi encontrado nesta zona um bezerro de granito de um metro e meio de largura, assim como uma fíbula de metal amarelo do tipo das de Picote.
Olhando em volta, observam-se alguns olivais e vinhas, e são já raras as casas de habitação. Esta terra é, segundo dizem, boa para a caça.